# أسل ثنائي الأزهار
أسل ثنائي الأزهار (الاسم العلمي: Juncus biflorus) نوع نباتي يتبع جنس الأسل وينتمي إلى الفصيلة الأسلية.